# Laviano
Laviano ist eine italienische Gemeinde mit 1309 Einwohnern (Stand 31. Dezember 2023) in der Provinz Salerno in der Region Kampanien. Sie ist Bestandteil der Comunità Montana Tanagro - Alto e Medio Sele.

## Geografie
Die Nachbargemeinden sind Caposele (AV), Castelgrande (PZ), Castelnuovo di Conza, Colliano, Muro Lucano (PZ), Pescopagano (PZ), Santomenna und Valva. Einziger Ortsteil ist Campo Piano.